# Bustum

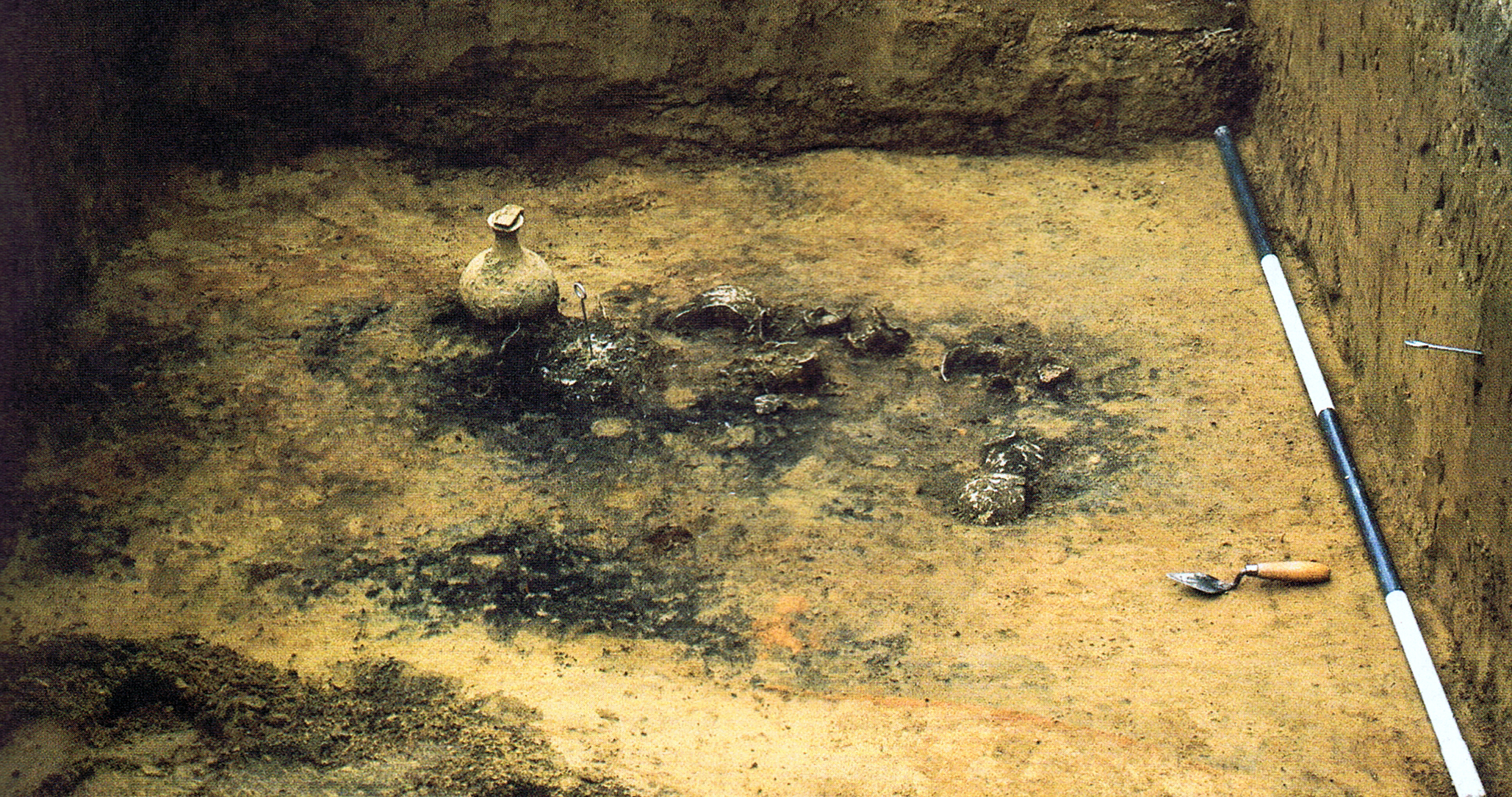
Bustum im nördlichen Gräberfeld von Asciburgium (Sommer 1984)

Bustum ist vor allem in der römischen Antike eine Brandbestattung, bei der der Tote oberhalb oder in einer offenen Grube verbrannt wurde. Die Asche wurde vor Ort belassen und die Grube zugeschüttet. Bei Ausgrabungen eines Grabes ist ein Bustum meist relativ leicht erkennbar, da die Wände der Grabgrube angeschmaucht oder sogar leicht angeziegelt sind.
Der Begriff Bustum ist der einzige originäre, lateinische Begriff für den Typ eines Brandgrabs, der aus römischer Zeit überliefert ist:

“Bustum … proprie dicitur locus, in quo mortuus est combustus et sepultus … ; ubi vero combustus quis tantummodo, alibi vero est sepultus, is locus (ab urendo) ustrina vocatur …”

„Als Bustum wird speziell der Platz bezeichnet, an dem der Tote verbrannt und bestattet worden ist … ; wo aber jemand nur verbrannt, jedoch an einem anderen Platz bestattet worden ist, wird dieser Platz (abgeleitet vom Vorgang des Verbrennens) Ustrina genannt.“